# Georgi Markov
Georgi Ivanov Markov (bug. Георги Иванов Марков; 1. mart 1929. Sofija. - 11. septembar 1978. London) је bio bugarski disidentski intelektualac, pisac i novinar.

## Biografija
Georgi Markov je pohađao osnovnu školu i gimnaziju u Sofiji gde je kasnije diplomirao industrijsku hemiju. Radio je kao inženjer-tehnolog i predavač u školama. U 19 godini dobio je upalu pluća te se morao dugo lečiti u različitim sanatorijima. Iz tog perioda su njegova prva književna ostvarenja. 1957. objavio je roman Celzijevu noć, a nakon dve godine se pojavio roman Pobednici Ajaksa. 1962. godine je dobio godišnju nagradu Udruženja bugarskih pisaca za roman Muškarci i postao je član udruženja.
Novelistički zbornici Portret mog dvojnika (1966) i Žene Varšave (1968) doneli su mu priznanje čitalačke publike i pokazali su da je jedan od najtalentovanijih mladih bugarskih pisaca. U međuvremenu je pisao i pozorišne komade koje je komunistička cenzura zabranjivala: Protrčati ispod duge, Lift, Atentat u ćorsokaku, Komunisti, Ja sam bio on. Njegov roman Krov (1959) isto je bio zabranjen ne samo zbog toga što opisuje stvarno propadanje krova metalurškog kombinata Lenjin, nego i zbog alegorijskog značenja romana.

## Emigracija
Nakon zabrane komada Ja sam bio on 1969. Georgi Markov ide kod svog brata u Italiju. Na početku nije nameravao emigrirati, ali kada bugarska vlast nije produžila njegov pasoš on je konačno odlučio živeti u inostranstvu. Od 1971. živi u Londonu gde radi u bugarskom odelu BBC-a. 1972. godine Georgi Markov je vanredno isključen iz Udruženja bugarskih pisaca a bugarski sud ga je osudio na 6 godina i 6 meseca zatvor zbog izdaje države.

## Ubistvo Georgija Markova. Bugarski kišobran
Markov je ubijen u atentatu 7. septembra 1978. godine. Dok je stajao na autobuskoj stanici na mostu Vaterlo, osetio je bol u levoj nozi, kao da ga je ubo neki insekt. Kada se osvrnuo, video je čoveka kome je ispao kišobran. Taj isti ga je pokupio i otišao. Posle tri dana, Markov je umro. Kada je došao u bolnicu, imao je simptome običnog gripa. Ali on je sam znao da je otrovan i rekao je doktorima da je u to umešan KGB.
Na obdukciji, pronašli su kuglicu u njegovoj nozi u kojoj je bio otrov. Na nesreću, on je već zatrovao krv Markovu i nije mogao da se prepozna. Ali za par dana, došao im je još jedan takav slučaj, takođe bugarski državljanin koji se žalio na bol u leđima. Tu su mu našli identičnu kuglicu kao kod Markova, ali nije sav otrov otišao i njega su uspeli da spasu.
Ljudi iz bugarske tajne policije, koji su bili odgovorni su i dalje na slobodi, jer su uspeli da se izvuku posle pada komunizma. Takođe se sumnja da je iza svega stajao KGB. Georgi Markov je ubijen kuglicom koja je ispaljena iz kišobrana. Čovek kojeg je video mu je zabo iglu sa vrha kišobrana u nogu i posebnim okidačem mu ubacio otrovnu kuglicu sa otrovom od očišćenih molekula ricinusa. Za taj otrov su se specijalizovali upravo agenti KGB-a. Drugog Bugarina spasao je ugao ulaska projektila i debeli džemper koji je nosio tog dana. Isti atentator mu je kišobranom izbacio projektil u leđa, ali nije bilo smrtonosnog ishoda. Sumnja se da su ova dvojica bili umešani u špijunske aktivnosti.

## Literatura
- Markov, Georgi; Phillips, David (1978). Right Honourable Chimpanzee. Secker & Warburg. ISBN 978-0-436-48310-3.
- Markov, Georgi (1984). The Truth That Killed. Ticknor & Fields. ISBN 978-0-89919-296-3.
- Emsley, John (2008). Molecules of Murder. Royal Society of Chemistry. ISBN 978-0-85404-965-3.